# Dimetinden
Dimetinden ist ein Arzneistoff aus der Gruppe der H1-Antihistaminika der ersten Generation mit ausgeprägten anticholinergen Wirkungen, der, meist als Dimetindenmaleat, in der Behandlung allergischer Erkrankungen eingesetzt wird.

## Klinische Angaben

### Anwendungsgebiete (Indikationen)
Der Wirkstoff wird zur symptomatischen Behandlung allergischer Erkrankungen eingesetzt. Zum Indikationsspektrum gehören des Weiteren allergische Reaktionen, Juckreiz bei Hauterkrankungen und Insektenstichen, Beschwerden bei Nahrungsmittelallergien und Allergien vor medizinischen Untersuchungen oder vor Narkosen. Bei der Behandlung einer Anaphylaxie und des anaphylaktischen Schocks  kann Dimetinden intravenös leitliniengerecht eingesetzt werden.

### Wechselwirkungen mit anderen Medikamenten
Die gleichzeitige Einnahme von trizyklischen Antidepressiva mit Dimetindenmaleat kann bei Patienten mit Neigung zur Glaukombildung zu einem Anfall führen. Die Wirkung von Alkohol und zentral wirksamen Arzneistoffen kann durch Dimetindenmaleat verstärkt werden.

### Anwendung während Schwangerschaft & Stillzeit
1. Trimenon: Lange Markterfahrungen haben für keines der sedierenden Antihistaminika den früher geäußerten Verdacht auf teratogene Effekte beim Menschen bestätigt.
2.–3. Trimenon / Perinatal: Bei einigen älteren Antihistaminika (z. B. Diphenhydramin und Hydroxyzin) wurden nach langfristiger Therapie bis zur Geburt in Einzelfällen Anpassungsstörungen wie Zittrigkeit und Diarrhö beschrieben.
Klinik: Bei länger dauernder Therapie können bei allen Antihistaminika Symptome wie Unruhe oder leichte Sedierung bei dem Säugling nicht ausgeschlossen werden. Für Dimetinden liegen keine Daten zum Übergang in die Muttermilch vor.
Empfehlung: Dimetinden kann bei guter Beobachtung des Säuglings während der Stillzeit eingenommen werden. Falls Symptome bei dem gestillten Säugling auftreten, sollte ein Präparatewechsel erfolgen. In erster Linie kommen nicht-sedierende Antihistaminika wie Loratadin oder Cetirizin infrage.

## Pharmakologische Eigenschaften

### Wirkungsmechanismus (Pharmakodynamik)
Dimetinden ist ein Antihistaminikum vom Typ der H1-Rezeptor-Antagonisten
und hemmt in vitro und in vivo die durch H1-Rezeptoren vermittelten Histaminwirkungen. Zudem ist Dimetinden als Muskarinrezeptorantagonist ein potentes Anticholinergikum, was den Off-Label-Einsatz (vor allem in der Neurologie) möglich macht.

#### Nebenwirkungen und Toxikologie
Unerwünschte anticholinerge Wirkungen und Vergiftungen durch Dimetindenmaleat äußern sich vor allem durch zentralnervöse Symptome. Diese reichen von Schläfrigkeit, Ataxie und Tremor, bis hin zu tonisch-klonischen Krampfanfällen. Zudem können Atemnot, vermehrte Speichelsekretion und Mydriasis auftreten. Zur akuten Toxizität von Dimetinden liegen Daten für Ratte, Maus, Meerschweinchen und Hund vor:
Akute Toxizität von Dimetindenmaleat:
| Spezies              | LD50 (mg/kg Körpergewicht) |
| Ratte p.o.           | 618,24 ± 72,3              |
| Ratte i.v.           | 26,8 ± 2,1                 |
| Maus p.o.            | 760 (670 – 940)            |
| Meerschweinchen p.o. | 888,0 ± 92                 |
| Hund i.v.            | 40                         |

## Stereochemie

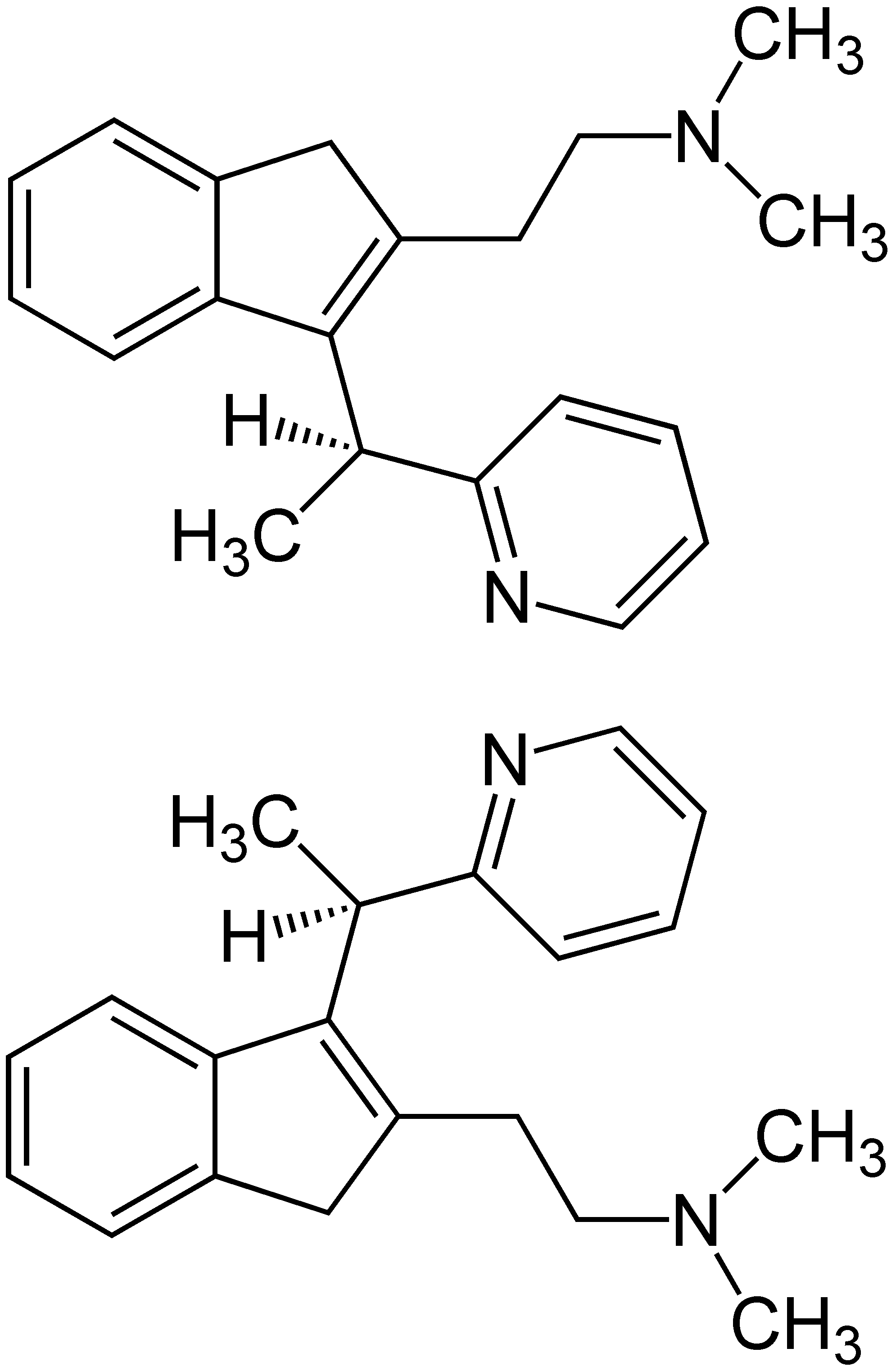
(S)-Enantiomer (oben) und (R)-Enantiomer (unten) des Dimetindens

Dimetinden ist ein chiraler Arzneistoff mit einem Stereozentrum. Therapeutisch wird das Racemat, die 1:1-Mischung des (S)- und des (R)-Isomeres, meist als Salz der Maleinsäure (Dimetindenmaleat), eingesetzt.

## Synthese
Dimetinden kann in einer mehrstufigen Synthese hergestellt werden. Im ersten Schritt wird Benzylmalonsäurediethylester reduktiv mit Natriumhydrid und N,N-Dimethylaminoethylchlorid umgesetzt. Die erhaltene Zwischenverbindung wird mittels Polyphosphorsäure zu einer Indan-1-on-Struktur cyclisiert. Die Einführung der 2-Ethylpyridinstruktur erfolgt dann mit Hilfe von Phenyllithium oder n-Butyllithium. Im letzten Schritt wird die Zielverbindung durch eine saure Dehydratisierung erhalten. Aus der Synthesesequenz resultiert das Racemat.

## Handelsnamen
Monopräparate
Fenistil (D, A, CH, I), Feniallerg (CH), Histakut (D,A)
Kombinationspräparate
Vibrocil (A, CH)